# Централна изборна комисија Босне и Херцеговине
Централна изборна комисија Босне и Херцеговине (ЦИК БиХ) јесте институција, односно управно тело надлежно за регулисање и надгледање изборног процеса у Босни и Херцеговини. Такође, ЦИК надгледа рад локалних и регионалних изборних комисија, које регулишу изборни процес у нижим административним јединицама.

## Историја

### Настанак
Након што је Парламентарна скупштина Босне и Херцеговине на седници Представничког дома, одржаној 21. аугуста 2001. и на седници Дома народа одржаној 23. аугуста 2001. усвојила Изборни закон Босне и Херцеговине, који је ступио на снагу 28. септембра 2001, престала је с радом Привремена изборна комисија (ПИК), а утемељена је Изборна комисија Босне и Херцеговине.
Чланове Изборне комисије Босне и Херцеговине именовао је 16. новембра високи представник са листе коју је предложила Привремена комисија за именовање, а која се састојала од чланова Комисије за избор и именовање судаца Суда Босне и Херцеговине и међународних чланова Изборне комисије Босне и Херцеговине.
За чланове Изборне Комисије Босне и Херцеговине именовани су Бранко Перић, представник српског народа, Лидија Кораћ, представница хрватског народа, Хилмо Пашић, представник бошњачког народа, Вехид Шехић, представник осталих, те представници међународне заједнице: амбасадори Роберт Бикрофт, др Герхард Енвер Шронбергс и Виктор А. Хаченко.

### Прва и друга седница
Конституирајућа прва седница Изборне комисије Босне и Херцеговине одржана је 20. новембра 2001. Тиме је Привремена изборна комисија званично престала да постоји. На истој сједници донесена је Одлука о оснивању Секретаријата Изборне комисије Босне и Херцеговине.
Секретаријат обавља стручне и административно-техничке послове за потребе Изборне комисије Босне и Херцеговине, Изборног већа за приговоре и жалбе као и Апелационог већа.
На другој седници Изборне комисије Босне и Херцеговине, која је одржана 27. новембра 2001, за прву председницу изабрана је Лидија Кораћ. На истој седници Изборна комисија Босне и Херцеговине усвојила је Пословник о раду.

### Процедура ротације
На 46. седници Изборне комисије Босне и Херцеговине одржаној 27. фебруара 2003. проведена је процедура ротације на месту председника ове институције. За другог председника изабран је Хилмо Пашић. За трећег председника Изборне комисије БиХ 20. маја 2004. именован је Вехид Шехић.
Према члану 2.6 Изборног закона БиХ председник Изборне комисије БиХ именује се из реда њених чланова. По један члан Изборне комисије Босне и Херцеговине из реда Хрвата, Бошњака, Срба, и члан из реда осталих обављаће функцију председника Изборне комисије Босне и Херцеговине по принципу ротације, и то једанпут у седам година у трајању од 21. месеца.
У априлу 2006. Изборна комисија БиХ мења назив у Централна изборна комисија БиХ.

## Чланови
Тренутни чланови ЦИК-а су:
- др. Суад Арнаутовић, предсједник
- Жељко Бакалар, члан
- Вања Бјелица Прутина, члан
- Ирена Хаџиабдић, члан
- Јован Калаба, члан
- Владо Рогић, члан
- др. Ахмет Шантић, члан

## Списак председника
На 46. седници Централне изборне комисије Босне и Херцеговине одржаној 27. фебруара 2003. проведена је процедура ротације на месту председника ове институције.
| Име и презиме        | Мандат              | Мандат              |
| Име и презиме        | Од                  | До                  |
| -------------------- | ------------------- | ------------------- |
| Лидија Кораћ         | 27. новембар 2001.  | 27. фебруар 2003.   |
| Хилмо Пашић          | 27. фебруар 2003.   | 20. мај 2004.       |
| Вехид Шехић          | 20. мај 2004.       | 18. август 2005.    |
| Бранко Петрић        | 18. август 2005.    | 16. новембар 2006.  |
| Стјепан Микић        | 16. новембар 2006.  | 15. фебруар 2008.   |
| Суад Арнаутовић      | 15. фебруар 2008.   | 8. мај 2009.        |
| Ирена Хаџиабдић      | 8. мај 2009.        | 29. септембар 2011. |
| Бранко Петрић        | 29. септембар 2011. | 26. јун 2013.       |
| Стјепан Микић        | 26. јун 2013.       | 31. март 2015.      |
| Ахмет Шантић         | 31. март 2015.      | 1. јануар 2017.     |
| Ирена Хаџиабдић      | 1. јануар 2017.     | 31. септембар 2018. |
| Бранко Петрић        | 1. октобар 2018.    | 11. март 2020.      |
| Вања Бјелица Прутина | 16. март 2020.      | 31. јун 2020.       |
| Жељко Бакалар        | 1. јул 2020.        | 30. март 2022.      |
| Суад Арнаутовић      | 30. март 2022.      | данас               |